# 重量挙げ

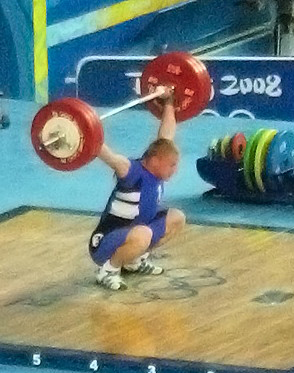
スナッチ

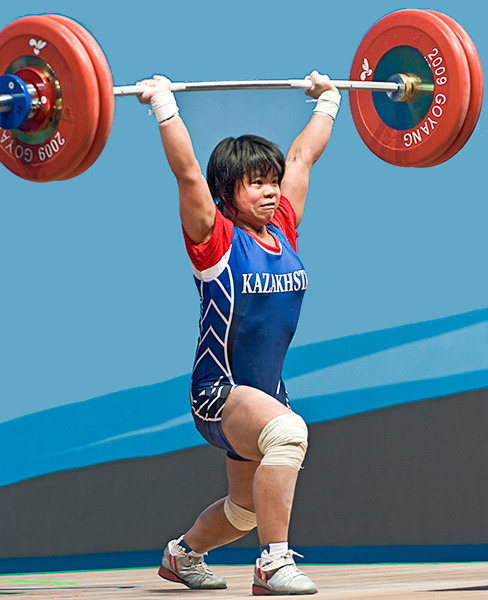
クリーン&ジャーク

重量挙げ（）は、バーベルを両手で頭上に持ち上げて、その重さを競うスポーツ。ウエイトリフティング（英: weightlifting）とも呼ばれる。

## 概要
体重別に階級分けされており同じ階級内で記録を競う、種目は「スナッチ」と「クリーン&ジャーク」の二つがあり、それぞれ3回ずつの試技を行い、各種目の最高挙上重量の合計（トータル重量）で順位を決める。ただし、いずれかの種目、もしくはどちらの種目でも3回連続で失敗するとトータル記録は0 kgとなり、失格となる。試技には制限時間があり、基本的には1分、高校生の大会では30秒であることが多い。制限時間以内にバーベルを膝より上に離床できないとその試技は失敗になる。しかし、制限時間が数秒であったり残り少ない場合はタイムキーパーと呼ばれる審判の判断で、膝を通過していなくてもバーベルが床を離床した瞬間に制限時間を止める場合もある。トータル重量のみを争うオリンピックなどでは、スナッチ競技で失格になるとクリーン&ジャーク競技には参加できない。
バーベルを頭上に持ち上げて静止し、3人の審判の中2人が「降ろせ」の合図を出すまで降ろしてはならない。その際、自分の腰の位置まで手を添えて体の前面に降ろさなくてはならない。また確実にプラットフォーム上に降ろさなければならない。
試技の順番は申告した重量の低い選手から行い、同重量の場合は事前に抽選をしてある抽選番号に従う。バーベルは1 kg刻みで増量できる。試技に失敗した場合は同じ重量で再度試技することができる。重量を申告した後でも2回まで重量変更が行える。重量変更を行う場合は制限時間30秒前のファイナルコール以前に行わなければならない。制限時間が30秒の試合では選手名をアナウンサーにコールされた時点で重量変更はできなくなる。同記録の場合は体重が軽い者が上位となる。同記録・同体重の場合は先にトータル記録を成立させた者が上位となる。
検量は試合開始2時間前から60分間行われる。体重に過不足があった場合に限り制限時間内に何度でも再検量が許されている。

### 女子
国際ウエイトリフティング連盟（IWF）が女子競技を公式に認めたのは1983年だが、1980年にはアメリカ合衆国で女子の参加が認められた。1986年にハンガリーで開催されたパンノニアカップにて女子も加わり初の国際大会となった。翌1987年には女子世界選手権が初めて開催され、1990年アジア競技大会を皮切りに順次国際総合競技大会にも採用され、ワールドゲームズ1997で実施された後に2000年シドニーオリンピックよりオリンピックにも加わった。

### 日本
現在国民体育大会・インターハイ等学生大会も毎年行われ盛況である。因みに全日本大学対抗ウエイトリフティング選手権大会は第60回（2014年）を数え、男子優勝は日本大学・2位法政大学・3位九州国際大学　女子優勝平成国際大学・2位金沢学院大学・3位関西大学であった（女子の部は1999年度から実施）。
有名選手には三宅義信（1964年東京オリンピック・1968年メキシコシティーオリンピック金メダル、1960年ローマオリンピック銀メダル）、義信の実弟でメキシコシティオリンピック銅メダルの三宅義行、義行の実子でロンドンオリンピック銀メダリストの三宅宏実、「おかあさんといっしょ」チーフディレクターの清水友貴、スナッチ、ジャーク、トータルの日本記録保持者村上英士朗などがいる。

## 階級
階級名は通常数値が使用され、男女ともに10階級ずつ存在する。現在の階級は2018年から。2018年現在の階級は次のとおり。
| 性別 | 階級                                                                                |
| ---- | ----------------------------------------------------------------------------------- |
| 男子 | - 55 kg - 61 kg - 67 kg - 73 kg - 81 kg - 89 kg - 96 kg - 102 kg - 109 kg - +109 kg |
| 女子 | - 45 kg - 49 kg - 55 kg - 59 kg - 64 kg - 71 kg - 76 kg - 81 kg - 87 kg - +87 kg    |

## 競技の種類

### 現在行われている競技
スナッチ
両手による引き上げ競技。地面に置いたバーベルを頭上へ一気に引き上げ、立ち上がる。
クリーン&ジャーク
両手による差し上げ競技。地面に置いたバーベルを第1動作（クリーン）で肩まで引き上げて立ち上がり、第2動作（ジャーク）で全身の反動を使って一挙動で頭上へ差し上げる。略してジャークとも呼ばれる。

### 現在は行われていない競技
クリーン&プレス
両手による差し上げ競技。地面に置いたバーベルを第1動作（クリーン）で肩まで引き上げて立ち上がり、第2動作（プレス）で腕の力のみを使い一挙動で頭上へ差し上げる。略してプレスと呼ばれる。1972年に廃止されており、現在は行われていない。

## 服装
国際ウエイトリフティング連盟により規定がなされている。
- コスチュームは肘・膝を覆わないワンピース型（シングレット・レオタードなど）と規定。ただし、Tシャツやユニタードをコスチュームの下に着用可。
- ユニタードは2011年より着用が認められるようになった。
- ベルト及びニーパッドの着用は任意。

## 器具
バー
バーベルの持ち手。男子用は20 kg・全長2200 mm・直径28 mm、女子用：15 kg・全長2010 mm・直径25 mmと規定。
ディスク
バーベルの重量を決めるための円形の重し。重量に応じて色が決められている。10 kg以上のディスクはゴムで覆われている。
カラー
ディスクのずれや脱落を防止するため、左右に付ける留め具。1個2.5 kg。
プラットフォーム
滑り止めのため木製で4メートル四方，厚さ10センチのプラットフォームを敷く。

## 競技のコツ
足腰のばね及びスピードとタイミングとバランスが重要な要素を占めている。

### フォーム
ルールでは腰を落とした状態でバーベルを受けとめてそのまま立ち上がることを認めている。
このため腰を落とさないでバーベルを頭上（スナッチ）もしくは肩（クリーン）の位置まで一気に持ち上げること（ハイスタイル）は通常行われない。
ほとんどの選手が、胸（スナッチ）あるいは臍（クリーン）の高さまでバーベルを持ち上げておいて、すばやく腰を落としバーベルの下に一気に潜りこみ蹲踞して受け止めて、そのまま立ち上がる（スクワット）というフォーム（スクワットスタイル）を採用している。この他に、蹲踞しないで足を前後に開いて腰を落とすスプリットスタイルも以前は存在していたが、現在ではクリーン&ジャークのジャーク動作以外をスプリットスタイルで行う選手は皆無である。

### 握り
バーベルの握りはフックグリップという特殊な握り方を採用している。親指をバーと他の指との間にもぐりこませバーベルの重みを親指にかけることにより確実にグリップできるようにしている。バーベル落下事故防止の観点からも競技者には必須の握り方となっている。また、クリーン&ジャークのジャーク動作ではフックをしないオーバーグリップで行う場合が多い。ジャーク動作においては、親指を人差し指の側面につけ、バーベルを「握る」のではなく掌に「乗せた」状態のサムレスグリップで試技をおこなう選手もごく稀にいる。

### 持ち上げ
よく「バーベルを持ち上げる」と表現されるが、極端な言い方をすると「足腰のばねによりバーベルを引き上げる」といったイメージに近い。

### 静止
バーベルを頭上に挙げたら、スナッチの場合は立ち上がり、ジャークの場合は足を揃える。この時、膝を確実に伸ばした状態で静止し審判からの合図があるまで静止する。この時に回ったり前後に動いている場合は審判からの合図は来ない。

### バーベルを降ろす
審判からの合図（ブザーや「ダウン」の発声）の後に、選手は自分の前方にバーベルを降ろす。重力に従いバーベルをプラットフォーム上に降ろし手を軽く添える。この際、バーベルを自分の後方に落としたり、プラットフォーム以外の場所に降ろした場合は失敗となる。しかしプラットフォームに着地させた後にバーベルが転がったり跳ねたりしてプラットフォーム外に出る分には問題ない。